# Fonologie češtiny
Fonologie češtiny popisuje výslovnost a funkce jednotlivých hlásek používaných v češtině.

## Samohlásky
V češtině je 10 samohláskových fonémů, z toho 5 samohlásek krátkých a 5 dlouhých. Dlouhé samohlásky mají přibližně dvojnásobné trvání oproti krátkým. Dlouhé a krátké samohlásky tvoří páry. Délka (kvantita) samohlásek má v češtině důležitou distinktivní fonologickou funkci, rozlišuje různé významy slov, např. pata x pátá. Kromě toho někteří autoři[kdo?] považují za 3 samostatné fonémy dvojhlásky /aʊ̯, eʊ̯, oʊ̯/.
Samohláskový systém v češtině je třístupňový trojúhelníkový (viz obrázek). Je považován za symetrický, ačkoliv fonémy v minimálních párech podle délky mají různé zastoupení, foném /oː/ je ve slovech domácího původu považován za okrajový.
Distinktivními rysy samohlásek v tomto systému jsou kromě délky ještě otevřenost/zavřenost a horizontální poloha jazyka (přední/střední/zadní). Zaokrouhlenost v češtině není samostatným rysem vytvářejícím fonologický protiklad. Zaokrouhlené jsou pouze zadní samohlásky, zatímco ostatní jsou nezaokrouhlené. Zaokrouhlenost prohlubuje akusticky vnímatelný rozdíl mezi předními a zadními samohláskami.
Systém krátkých samohlásek je považován za základní. Odvozeným systémem v češtině je pouze systém dlouhých samohlásek. Další modifikace výslovnosti jako např. nazalizace se v češtině standardně nevyskytují, tudíž nevytvářejí žádné další odvozené systémy.

### Dlouhé samohlásky
Dlouhé samohlásky jsou v písmu označovány čárkou nebo kroužkem.
/iː/ se zapisuje písmeny <í> a <ý>
/uː/ se zapisuje písmeny <ú> a <ů>
/ɛː/ se zapisuje písmenem <é>
/aː/ se zapisuje písmenem <á>
/oː/ se zapisuje písmenem <ó> (vyskytuje se pouze v citoslovcích a slovech cizího původu)

### Krátké samohlásky
/ɪ/ se zapisuje písmeny <i> a <y>
/ʊ/ se zapisuje písmenem <u>
/ɛ/ se zapisuje písmeny <e> a <ě>
/a/ se zapisuje písmenem <a>; v češtině se jedná o střední samohlásku [ä]
/o/ se zapisuje písmenem <o>; v češtině se jedná o středovou samohlásku [o̞]

### Dvojhlásky
V češtině existují 3 dvojhlásky:
/aʊ̯/ zapisované jako <au> (vyskytuje se pouze v citoslovcích a slovech cizího původu)
/eʊ̯/ zapisované jako <eu> (vyskytuje se pouze ve slovech cizího původu)
/oʊ̯/ zapisované jako <ou>
Všechny tyto dvojhlásky jsou klesavé, slabičný vrchol představuje první část, zatímco druhá část je tvořena klouzavým polovokálem [ʊ̯].
Skupiny samohlásek <ia, ie, ii, io, iu> v cizích slovech se za dvojhlásky obvykle nepovažují, vyslovují se s [j] mezi samohláskami [ɪja, ɪjɛ, ɪjɪ, ɪjo, ɪju].
Dvojhlásky bývají tradičně přiřazovány k dlouhým samohláskám.
Tyto dvojhlásky se v češtině zpravidla považují za jednotné fonémy spíše než za spojení dvou samostatných fonémů. Důvodem je to, že fungují jako celek, který nelze rozdělit. Naopak jiná situace nastává, pokud dojde setkání samohlásky a /ʊ/, které patří dvěma morfémům při odvozování slov afixy a skládáním. Každá z této dvojice samohlásek je samostatným slabičným vrcholem, slabičný předěl je navíc ve výslovnosti zpravidla zvýrazněn rázem. Srovnej:
koupit [koʊ̯pɪt] – dvojhláska /oʊ̯/
použít [poʔʊʒiːt] – setkání /o/ + /ʊ/ na hranici předpony a kořene slova
Z fonetického hlediska je možné za dvojhlásku považovat i tautosylabické (stejnoslabičné) spojení samohlásky a /j/ (např. [ɛɪ̯]/[ɛj], z hlediska fonologické funkce však jde spojení dvou fonémů (/ɛ/ + /j/).

## Souhlásky
Následující tabulka shrnuje výčet českých souhláskových fonémů:
|                       | Bilabiály | Labiodentály | Alveoláry | Postalveoláry | Palatály | Veláry | Glotály |
| Nazály                | m         |              | n         |               | ɲ        |        |         |
| Plozivy               | p b       |              | t d       |               | c ɟ      | k g    |         |
| Afrikáty              |           |              | t͡s d͡z     | t͡ʃ d͡ʒ         |          |        |         |
| Frikativy             |           | f v          | s z       | ʃ ʒ           |          | x      | ɦ       |
| Frikativy             |           | r̝            |           |               |          |        |         |
| Vibranty              |           |              |           |               |          |        |         |
|                       |           | r            |           |               |          |        |         |
| Aproximanty           |           |              |           |               | j        |        |         |
| Laterální aproximanty |           |              | l         |               |          |        |         |

Foném /r̝/ je specificky česká alveolární frikativní vibranta, která činí cizincům pravděpodobně největší obtíže při výuce české výslovnosti.[zdroj?] Základní výslovnost je znělá, např. oře [or̝ɛ], pokud však stojí na konci slova nebo se nachází v sousedství neznělé hlásky, je tento foném realizován jako neznělý, např. třít [tr̝̊iːt], keř [kɛr̝̊].

### Ráz
Ráz se nepovažuje za samostatný foném. Použití v češtině je fakultativní (nepovinné). Výslovnost s rázem nebo bez rázu nemění význam slov. Ráz nemá distinktivní funkci.
Dříve formulovaná pravidla spisovné výslovnosti vyžadovala použití rázu vždy, když slabika začínala samohláskou. Ráz tak vlastně nahrazuje chybějící slabičnou preturu. V současnosti se však ráz ve výslovnosti využívá méně. Používání rázu je ovlivněno regionálně, obecně však lze říci, že v moravské výslovnosti se ráz používá mnohem méně[zdroj?].
V současné češtině plní ráz dvě funkce:
- Vyznačení předělu mezi slovy nebo uvnitř složenin. Vkládá se obvykle mezi dvě samohlásky, které spolu netvoří dvojhlásku, např. používat [po.ʔuʒi:vat], táta a máma [ta:ta ʔa ma:ma]; u slov začínajících samohláskou slouží k odlišení předložky, např. z okna [s ʔokna]; vkládá se před samohlásku u druhé části složeniny, např. trojúhelník [troj.ʔu:ɦɛlɲi:k]. V této funkci se ráz používá převážně v Čechách, na Moravě je obvyklá výslovnost bez rázu, např. [troju:ɦɛlɲi:k], [zokna][zdroj?]. Obě varianty výslovnosti jsou považovány za správné.
- Zdůraznění. Použitím rázu lze zvýraznit důraz na určité slovo, výslovnost bez rázu je spíše emočně neutrální.

Ve spisovné výslovnosti se nikdy neklade ráz ve slovech cizího původu, kde dochází k setkání dvou samohlásek, např. ve slově koala.

### Periferní souhláskové fonémy
Foném /f/ se vyskytuje převážně ve slovech cizího původu, vyslovované [f] je ve slovech domácího původu obvykle neznělou realizací fonému /v/. Výjimkami jsou slovesa doufat, zoufat (mají stejný základ) a některá citoslovce (frnk, paf apod.).
Foném /g/ se vyskytuje pouze ve slovech cizího původu a v citoslovcích, vyslovované [g] je ve slovech domácího původu znělou realizací fonému /k/, např. v zájmenech kdo, kde. Původní slovanské g se v češtině důsledně změnilo v h.
Rovněž afrikáty /d͡z/ a /d͡ʒ/ jsou samostatnými fonémy téměř výhradně ve slovech cizího původu. Vyslovované [d͡z] a [d͡ʒ] jsou v domácích slovech znělé realizace fonémů /t͡s/ a /t͡ʃ/. Výjimkou jsou např. slova džbán, džber.

### Souhlásky v písmu
/ʃ/ se zapisuje písmenem <š>
/ʒ/ se zapisuje písmenem <ž>
/ɲ/ se zapisuje písmenem <ň>
/c/ se zapisuje písmenem <ť>
/ɟ/ se zapisuje písmenem <ď>
/ɦ/ se zapisuje písmenem <h>
/x/ se zapisuje spřežkou <ch>
/t͡s/ se zapisuje písmenem <c>
/d͡z/ se zapisuje spřežkou <dz>
/t͡ʃ/ se zapisuje písmenem <č>
/d͡ʒ/ se zapisuje spřežkou <dž>
/r̝/ se zapisuje písmenem <ř>
Ostatní souhlásky se zapisují stejnými písmeny jako v Mezinárodní fonetické abecedě (IPA).

### Souhláskové asimilace
Realizace souhláskových fonémů je ovlivněna jejich okolím. Poloha fonému ve slově může výrazně ovlivnit jeho akustickou podobu, aniž by došlo ke změně významu.

#### Asimilace místa tvoření
[ɱ] je realizací /m/ před /f/ a /v/ (např. ve slově tramvaj)
[ŋ] je realizací /n/ před /k/ a /g/ (např. ve slově banka)

#### Asimilace znělosti
V češtině se výrazně uplatňuje spodoba (asimilace) znělosti (opozice znělosti je neutralizovatelná), znělé souhlásky se mohou vyslovovat za určitých okolností nezněle a naopak. Pravopis na tuto změnu výslovnosti nebere zřetel, uplatňuje se etymologický princip. Děje se tak za těchto okolností:
- vlivem souhláskového okolí - nejčastěji poslední souhláska ve skupině ovlivní výslovnost celé skupiny (regresivní asimilace), např. roztok [rostok];
- znělé souhlásky se na konci slov vyslovují nezněle, např. led [lɛt] - ledu [lɛdu].

Znělé a neznělé souhlásky ze skupiny obstruentů tvoří páry, v jejichž rámci se spodoba znělosti uplatňuje (viz tabulku).
| neznělé | znělé    |
| [p]     | [b]      |
| [t]     | [d]      |
| [c]     | [ɟ]      |
| [k]     | [ɡ]      |
| [f]     | [v]      |
| [s]     | [z]      |
| [ʃ]     | [ʒ]      |
| [x]     | [ɦ], [ɣ] |
| [t͡s]    | [d͡z]     |
| [t͡ʃ]    | [d͡ʒ]     |
| [r̝̊]     | [r̝]      |

Sonory (/m/, /n/, /ɲ/, /j/, /r/ a /l/) nemají neznělé protějšky a neúčastní se asimilace znělosti (zůstávají vždy znělé). Ve standardní výslovnosti ani neovlivňují znělost okolních neznělých souhlásek, např. sledovat [slɛdovat].
Některé fonémy se chovají odchylně:
- Foném /v/ neovlivňuje znělost předcházejících neznělých souhlásek, např. světlo [svjɛtlo]. Ovšem pokud je /v/ následováno neznělou souhláskou, asimilaci podléhá a vyslovuje rovněž nezněle, např. vsadit [fsaɟɪt].
- Zvláštní znělostní pár v češtině tvoří ch /x/ a h /ɦ/, ačkoliv základní realizace obou hlásek se liší místem artikulace (velární vs. glotální hláska), např. vrh [vrx] - vrhu [vrɦu]. Foném /x/ může být před znělou souhláskou realizován jako [ɦ] nebo jako [ɣ], např. abych byl [abɪɣ bɪl]. Foném /ɦ/ podléhá v Čechách obvykle progresivní asimilaci podle předcházející neznělé souhlásky, např. na shledanou [na sxlɛdanoʊ̯], zatímco na Moravě tyto skupiny mívají standardní asimilaci regresivní, [na zɦlɛdanoʊ̯].
- Foném /r̝/ neovlivňuje výslovnost okolních souhlásek, naopak sám podléhá progresivní i regresivní asimilaci podle svého okolí, např. při [pr̝̊ɪ]. Na konci slova se vyslovuje jenom nezněle.

Způsob spodoby se v určitých případech liší podle oblasti, na Moravě je větší tendence vyslovovat souhlásky zněle než v Čechách. Moravská asimilace neznělých hlásek před sonorami (viz výše) je považována za nářeční jev.

#### Splývání souhlásek
Pro tvoření slov se na hranici morfémů mohou setkat dva stejné fonémy. V mnoha případech, zejména u přípon, výslovnost obou fonémů splývá, např. cenný [t͡sɛniː], měkký [mɲɛkiː]. 

Pro vyznačení předělu, zejména u předpon a ve složeninách, je obvyklá zdvojená výslovnost (geminace), tj. oba fonémy se vysloví odděleně. Zdvojená výslovnost je nutná zejména pro rozlišení různých slov: nejjasnější [nɛjjasɲɛjʃiː] x nejasnější [nɛjasɲɛjʃiː]. Zdvojená výslovnost v případech jako [t͡sɛnniː] nebo [mɲɛkkiː] však obvykle působí strojeně a je vnímána jako hyperkorektní.
Rovněž se mohou při slovotvorbě setkat ploziva (/d, t, ɟ, c/) s frikativou (/s, z, ʃ, ʒ/). V běžném hovoru obvykle akusticky splývají a vytvářejí afrikáty ([t͡s, d͡z, t͡ʃ, d͡ʒ]): dětský [ɟɛt͡skiː]. Při pečlivé výslovnosti se však oba fonémy vysloví odděleně: [ɟɛt.skiː].
Asimilace souhlásek na hranici slov (např. pojď sem [pojt͡sɛm]) je ve standardní výslovnosti nevhodná. Hlásky je třeba vyslovovat vždy zřetelně a odděleně: [pojc sɛm].

#### Vynechávání souhlásek
Až na nečetné výjimky se vynechávání souhlásek ve skupinách považuje ve standardní a pečlivé výslovnosti za nevhodné.
Výjimkou je výslovnost přítomných tvarů slovesa být (jsem, jsi, jsme, jste, jsou), které se zpravidla vyslovují bez počátečního /j/, tedy [sɛm, sɪ, smɛ, stɛ, soʊ̯]. Ve funkci pomocného slovesa je tato výslovnost považována za základní. Plná výslovnost je v záporných tvarech (nejsem, nejsi atd.) a zpravidla také ve funkci plnovýznamového slovesa s přízvukem (Myslím, tedy jsem.).
Přípustné je rovněž vynechání alveolární plozivy /d, t/ před afrikátou, např. dcera [t͡sɛra] místo [tt͡sɛra], srdce [sr̩t͡sɛ] místo [sr̩tt͡sɛ].

## Prozódie

### Přízvuk
Čeština patří k jazykům s pevným přízvukem, který se vždy nachází na první slabice přízvučného celku, kterým je obvykle slovo. Výjimky jsou pouze v těchto případech:
- Jednoslabičné předložky tvoří s následujícím jménem přízvučný celek, tj. přízvuk se přesouvá na tuto předložku: např. ˈPraha → ˈdo Prahy. Toto pravidlo bylo formulováno v 19. století jako velmi striktní. V současné době se však takto striktně neuplatňuje. Čtyřslabičná a delší slova tak mívají ještě vedlejší přízvuk na každé liché slabice, např. ˈnej.krás.ˌněj.ší. či na ˈkoloˌnádě. Tím se zabraňuje vzniku velkého nepoměru mezi jednotlivými přízvučnými takty. Přesun přízvuku z předložky na jméno nastává také v případě, že mluvčí klade na tento větný člen důraz.
- Některá jednoslabičná slova (např. mi, ti, to, se, si, jsem, jsi atd.) nemají vlastní přízvuk, jsou to tzv. příklonky, které tvoří přízvučný celek s předcházejícím slovem. Z tohoto důvodu nemohou stát na začátku věty. Např. ˈNapsal jsem ti ten ˈdopis.

Přízvuk v češtině zásadním způsobem nemění kvalitu a kvantitu (délku) samohlásek. Samohláska může být krátká i dlouhá bez ohledu na to, jestli je nebo není přízvučná. Nedochází k redukované výslovnosti nepřízvučných slabik.
S pevným postavením přízvuku souvisí i fakt, že přízvuk v češtině neplní lexikální funkci, tj. neslouží k rozlišení významu slov. Na druhou stranu však je důležitým prvkem k rozlišení hranice slov v mluveném projevu, srov. např. ˈProč to ˈmáš? x ˈProč ˈTomáš?
Základem slovního přízvuku je zvukový kontrast (vztah přízvučné slabiky k slabikám sousedním), ne absolutní hodnota přízvučné slabiky. Přízvuk je foneticky realizován jako komplexní jev a prominenci může tvořit více zvukových kvalit, buď jednotlivě nebo v kombinaci – melodie, intenzita a v jisté míře i trvání slabik. Představa, že přízvuk v češtině je pouze silový již není přijímána. Nejčastěji tvoří dojem prominence nelomený průběh melodie ve slově, od první slabiky mírně dolů či mírně vzhůru, ale také intenzitní rozdíl přízvučné slabiky vůči nepřízvučným slabikám (přízvučná slabika může být silnější, ale i slabší).

### Intonace
Čeština nepatří mezi tónové jazyky, v jazyce nejsou lexikální tóny. Tón ani melodie nemají žádný vliv na význam slov. Intonace má však důležitou roli na větné úrovni. Kromě toho, že její změna signalizuje posluchači hranici mezi významovými celky, je intonace důležitým distinktivním rysem, který modifikuje význam sdělení. Různou intonací lze v mluvené řeči odlišit zejména otázku nebo údiv od prostého oznámení:
On to neudělal. (oznámení – intonační pokles, kadence)
On to neudělal? (otázka zjišťovací – intonační vzestup, antikadence)
On to neudělal?! (údiv – polokadence)
Uvedené věty využívají stejné lexikální a gramatické prostředky, liší se pouze svojí intonací.

### Kombinatorika segmentů
Jednotlivé fonémy se v českých slovech mohou vzájemně kombinovat s různou pravděpodobností. Záleží jednak na tom, jak snadno jsou konkrétní hláskové skupiny realizovatelné. Statistickým porovnáním však také můžeme zjistit určité tendence specifické pro češtinu. Můžeme pozorovat, že největší zastoupení v textech mají otevřené slabiky typu CV. (V praslovanštině pravděpodobně byly všechny slabiky otevřené. Toto pravidlo bylo pozdějším vývojem porušeno zánikem tzv. slabých jerů) Naopak relativně málo zastoupené jsou slabiky začínající samohláskou. V Čechách tuto tendenci navíc potvrzuje i snaha doplňovat chybějící slabičnou preturu rázem (viz výše) nebo protetickým v– v obecné češtině (vokno).
Obecnou strukturu českých slabik můžeme zapsat takto:
(C)(C)(C)(C)V(C)(C)(C)
C – konsonant, souhláska
V – vokál, samohláska (nebo také slabikotvorná souhláska)
Z toho mj. vyplývá, že na začátku českých slov mohou být skupiny maximálně čtyř souhlásek (slabikotvorné v to nepočítaje), např. pstruh, a skupiny složené maximálně ze 3 souhlásek na konci slov, např. zábst (taktéž bez slabikotvorných). Slabičné jádro tvoří nejčastěji samohláska, případně dvojhláska, relativně často jím však také bývají slabikotvorné sonory /r/ a /l/ a někdy též /m/, např. ve slovech vlk [vl̩k], krk [kr̩k], osm [osm̩].
K setkání samohláskových fonémů dochází pouze na hranici morfémů v důsledku skládání slov nebo připojování předpon a přípon. Tímto způsobem mohou vzniknout samohláskové skupiny tvořené nejvýše dvěma segmenty. Setkají-li se dvě stejné samohlásky, je třeba obě zřetelně vyslovit.

## Morfonologie
Střídání (alternace) fonémů v morfonémech (změny, které neovlivňují význam morfémů) se často uplatňují při skloňování, časování a odvozování slov. Rozdělují se na alternace samohláskové a souhláskové. Oba typy se mohou kombinovat v jediném morfému:
např. v morfému /kɲ{ɪ/iː}{ɦ/z/ʒ}/:
- kniha /kɲɪɦa/ [kɲɪɦa]
- v knize /vkɲɪzɛ/ [fkɲɪzɛ]
- knížka /kɲiːʒka/ [kɲiːʃka]
- knižní /kɲɪʒɲiː/ [kɲɪʒɲiː]

### Alternace samohláskových fonémů
Kvantita (délka) samohlásek patří k základním distinktivním (rozlišovacím) rysům ve fonologii češtiny. Alternace (střídání) krátkých a dlouhých fonémů jsou v češtině běžné při odvozování slov i při ohýbání. V průběhu vývoje jazyka se však některé fonémy měnily (/oː/ > /uː/, /uː/ > /oʊ̯/), proto při střídání krátkých a dlouhých hlásek nemusí tvořit pár dva kvalitativně stejné/podobné zvuky.
| Krátký foném | Dlouhý foném | Příklad, poznámka                                 |
| ------------ | ------------ | ------------------------------------------------- |
| /a/          | /aː/         | zakladatel – zakládat                             |
| /ɛ/          | /ɛː/         | letadlo – létat                                   |
| /ɪ/          | /iː/         | litovat – lítost vykonat – výkon                  |
| /o/          | /uː/         | koně – kůň                                        |
| /u/          | /uː/         | učesat – účes (pouze na začátku slovních základů) |
| /u/          | /oʊ̯/         | kup – koupit (v ostatních pozicích)               |

Při odvozování (a zřídka i při ohýbání) se vyskytují i některé další disjunktivní alternace:
- {a/ɛ}: šťastný – štěstí; vejce – vajec (gen. pl.)
- {ɛ/o}: veze – vozí
- {aː/iː}: hřát – zahřívat
- {aː/ɛ}: otřást – otřes
- {aː/o}: vyrábět – výroba
- {ɛ/iː}: zaječice – zajíc

Rovněž se vyskytují vznikové a zánikové alternace, při nichž se samohlásky střídají s nulovým fonémem. Nejčastěji se vkládá foném /ɛ/ (tzv. „vkladné e“) mezi souhlásky z důvodu usnadnění výslovnosti:
- {ɛ/Ø}: matka – matek (gen. pl.); lež – lži

Tento jev se rovněž vyskytuje u některých předložek, které mají vokalizované varianty: v domě – ve vodě; s tebou – se mnou atd.
Méně se objevují i jiné typy vznikových/zánikových alternací:
- {ɪ/Ø}: vypsat – výpis
- {iː/Ø}: vytknout – vytýkat; ubrat – ubírat (příklady párů dokonavých a nedokonavých sloves)
- {u/Ø}: suchý – schnout

### Alternace souhláskových fonémů
Nejčastějším typem je střídání tzv. tvrdých a měkkých souhlásek. Objevují se pravidelně u koncových souhlásek slovního kmene před určitými příponami a (při odvozování) a koncovkami (při ohýbání). Tvrdé souhlásky se měkčí, pokud jsou následovány „měkkým“ /ɛ/ (psáno <e/ě>), /ɪ/ nebo /iː/ (psáno <i> a <í>, nikoliv <y> a <ý>). Tyto změny se rovněž uplatňují před některými příponami (např. –ka). Měkčení může být korelativní i disjunktivní.
| Tvrdá souhláska | Měkká souhláska | Příklad, poznámka                |
| --------------- | --------------- | -------------------------------- |
| /d/             | /ɟ/             | mladý – mladí                    |
| /t/             | /c/             | plat – platit                    |
| /n/             | /ɲ/             | žena – ženě                      |
| /r/             | /r̝̊/             | dobrý – dobře                    |
| /s/             | /ʃ/             | učesat – učeši                   |
| /z/             | /ʒ/             | ukázat – ukáži                   |
| /t͡s/            | /t͡ʃ/            | ovce – ovčák                     |
| /g/             | /ʒ/             | Riga – rižský                    |
| /g/             | /z/             | v Rize                           |
| /ɦ/             | /ʒ/             | Praha – Pražan                   |
| /ɦ/             | /z/             | v Praze                          |
| /x/             | /ʃ/             | prach – prášit                   |
| /x/             | /s/             | smíchat – směs                   |
| /k/             | /t͡ʃ/            | vlk – vlček                      |
| /k/             | /t͡s/            | vlci                             |
| /sk/            | /ʃc/            | britský – britští                |
| /t͡sk/           | /t͡ʃc/           | anglický – angličtina            |
| /b/             | /bj/            | nádoba – v nádobě bílý – bělásek |
| /p/             | /pj/            | zpívat – zpěvák                  |
| /v/             | /vj/            | tráva – na trávě vím – vědět     |
| /f/             | /fj/            | harfa – na harfě                 |
| /m/             | /mɲ/            | dům – v domě smích – směšný      |

Poslední čtyři příklady jsou vznikové alternace. Foném (/j/ nebo /ɲ/) se vkládá při výslovnosti, ale z historických důvodů se tyto změny v písmu zaznamenávají pomocí grafému <ě> (viz dále pravopisné poznámky). Tyto alternace jsou analogické ke změkčování, proto jsou zde zmíněny. Objevují se též v kořenech slov společně s alternacemi samohlásek (obvykle ɛ/iː).
Tento jev souvisí s historickou palatalizací, která se uplatňovala ve staré češtině, později však zanikla. V některých slovanských jazycích, např. v ruštině, se palatalizace uplatňuje i v současnosti.
Vskytují se i jiné, i když méně časté alternace. Často jsou málo zřetelné:
- {p/Ø}: topit se – tonout
- {b/Ø}: zahýbat – zahnout
- {b/Ø}: vléct – obléct

(Uvedené alternace jsou výsledkem praslovanského zjednodušení souhláskových skupin: pn, bn > n, bv > v.)